# Fjällig kupvinge
Fjällig kupvinge (Pnoepyga albiventer) är en mycket liten bergslevande asiatisk fågelart i familjen kupvingar.

## Kännetecken

### Utseende
Fjällig kupvinge är en mycket liten fågel, endast nio centimeter lång och med en vikt av 19-23 gram. Liksom övriga hos kupvingar är stjärten mycket kort, så pass att fågeln ser ut att sakna stjärt. Ovansidan är olivfärgad med små gulbruna fläckar på hjässa och halssidor, ibland över hela manteln. Undersidan är gulbrun, mörkfjällig på bröst och buk.

### Läte
Fågeln sjunger förhållandevis starkt, en stigande ramsa som slutar abrupt: tzee-tze-zit-tzu-stu-tzit.

## Utbredning och systematik
Fjällig kupvinge delas upp i två underarter med följande utbredning:
- P. a. pallidior – Himalaya från östra Punjab till västra Nepal
- P. a. albiventer – Himalaya från Nepal till Assam, norra Myanmar, sydvästra Kina och norra Vietnam
- P. a. mutica – sydcentrala Kina

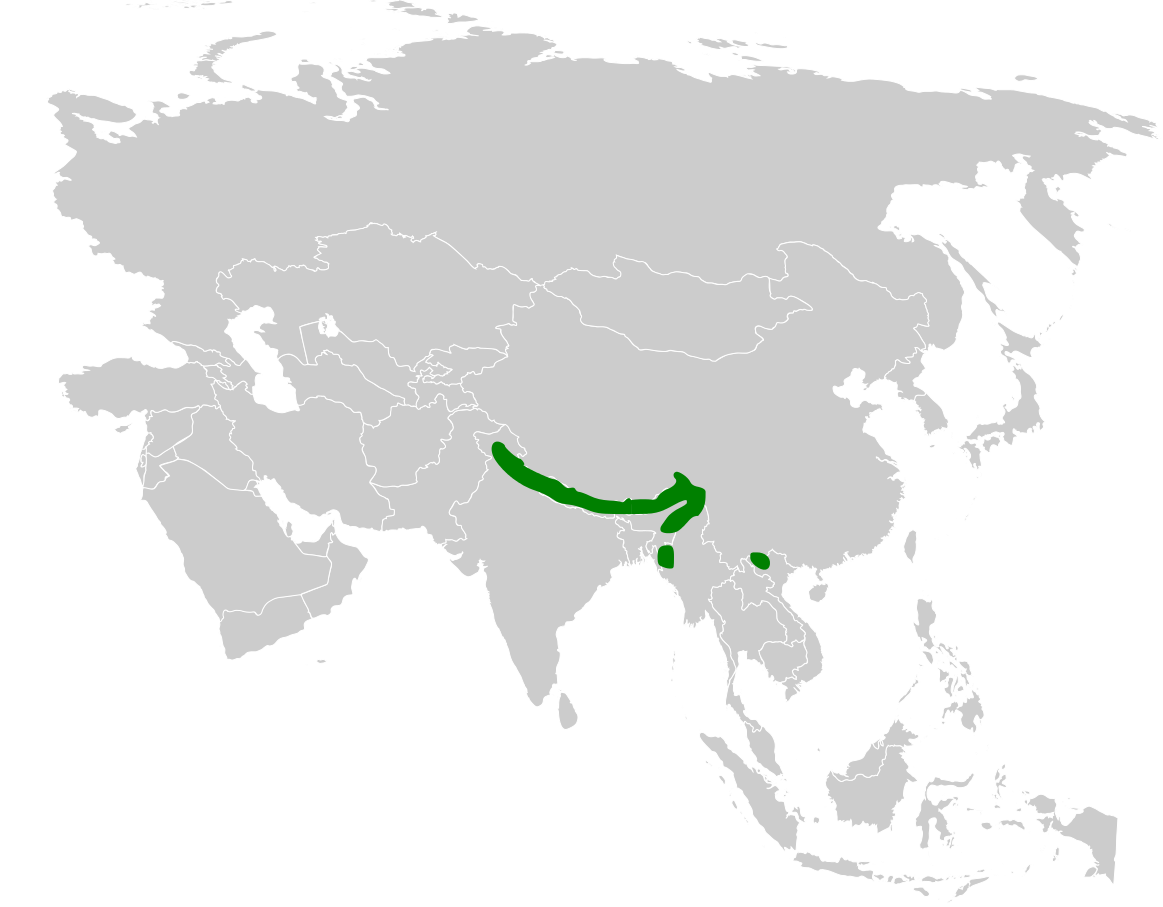
Utbredningsområde för fjällig kupvinge.

Arten är stannfågel, men flyttar till lägre nivåer vintertid i delar av utbredningsområdet. Den beskrevs först av Brian Houghton Hodgson 1837. Tidigare behandlades taiwankupvingen (Pnoepyga formosana) som underart till fjällig kupvinge, men denna urskiljs numera allmänt som egen art. Å andra sidan kategoriserades taxonet mutica tidigare som den egna arten "kinesisk kupvinge" men förs numera till fjällig kupvinge på basis av rätt små genetiska skillnader och att lätesskillnaderna kan vara klinal.

### Familjetillhörighet
Fram tills nyligen har kupvingarna helt okontroversiellt betraktats som en av flera släkten smygtimalior i familjen Timaliidae, som de i flera avseenden är mycket lika (därav artens tidigare svenska trivialnamn fjällig smygtimalia). Genetiska studier visar dock förvånande att de istället är troligen närmare släkt med gräsfåglar (Locustellidae) och rörsångare (Acrocephalidae). Därför urskiljs de numera ut som en egen familj, Pnoepygidae.

## Levnadssätt
Fågeln återfinns i fuktiga subtropiska bergsskogar, där ofta nära vatten. Den ses enstaka, under häckningstid i par, mestadels på eller nära marken i tät undervegetation på jakt efter insekter och frön. Fågeln häckar mellan mars och augusti. Boet är en sfärisk 
konstruktion med ingång två tredjedelar upp på ena sidan, mycket likt ett gärdsmygsbo.

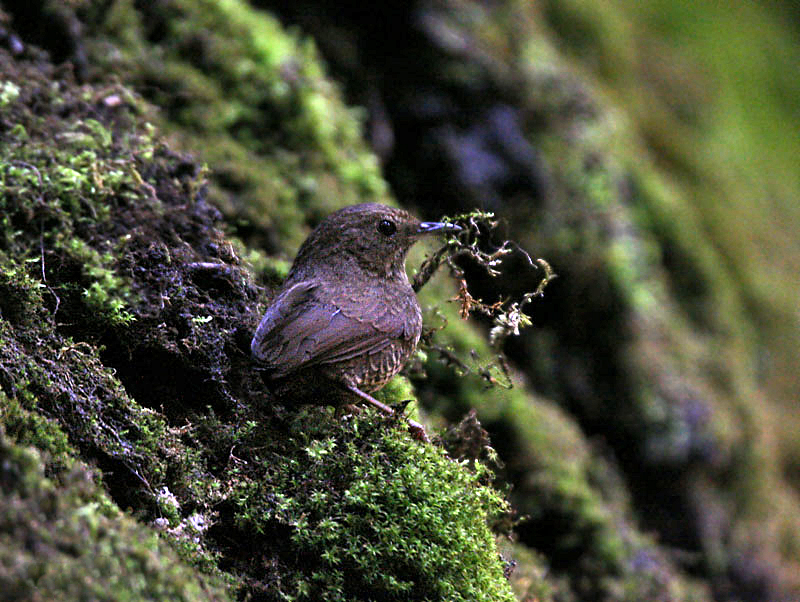

Himalayapiphare lever i ett slags symbios med fjällig kupvinge.

## Status och hot
Arten har ett stort utbredningsområde, men tros minska i antal, dock inte tillräckligt kraftigt för att den ska betraktas som hotad. Internationella naturvårdsunionen IUCN listar arten som livskraftig (LC). Den beskrivs som vanlig till ganska vanlig, men ovanlig i Kina.